# 전용 궤도
전용 궤도(專用 軌道)란 도로상 이외의 전용 부지 내에 설치된 별도의 독립된 통행권(rights-of-way)을 가지는 궤도로서, 도로 위에 부설된 궤도로 차량과 함께 운행하는 병용 궤도와는 반대된다.

## 사진

### 전용 궤도

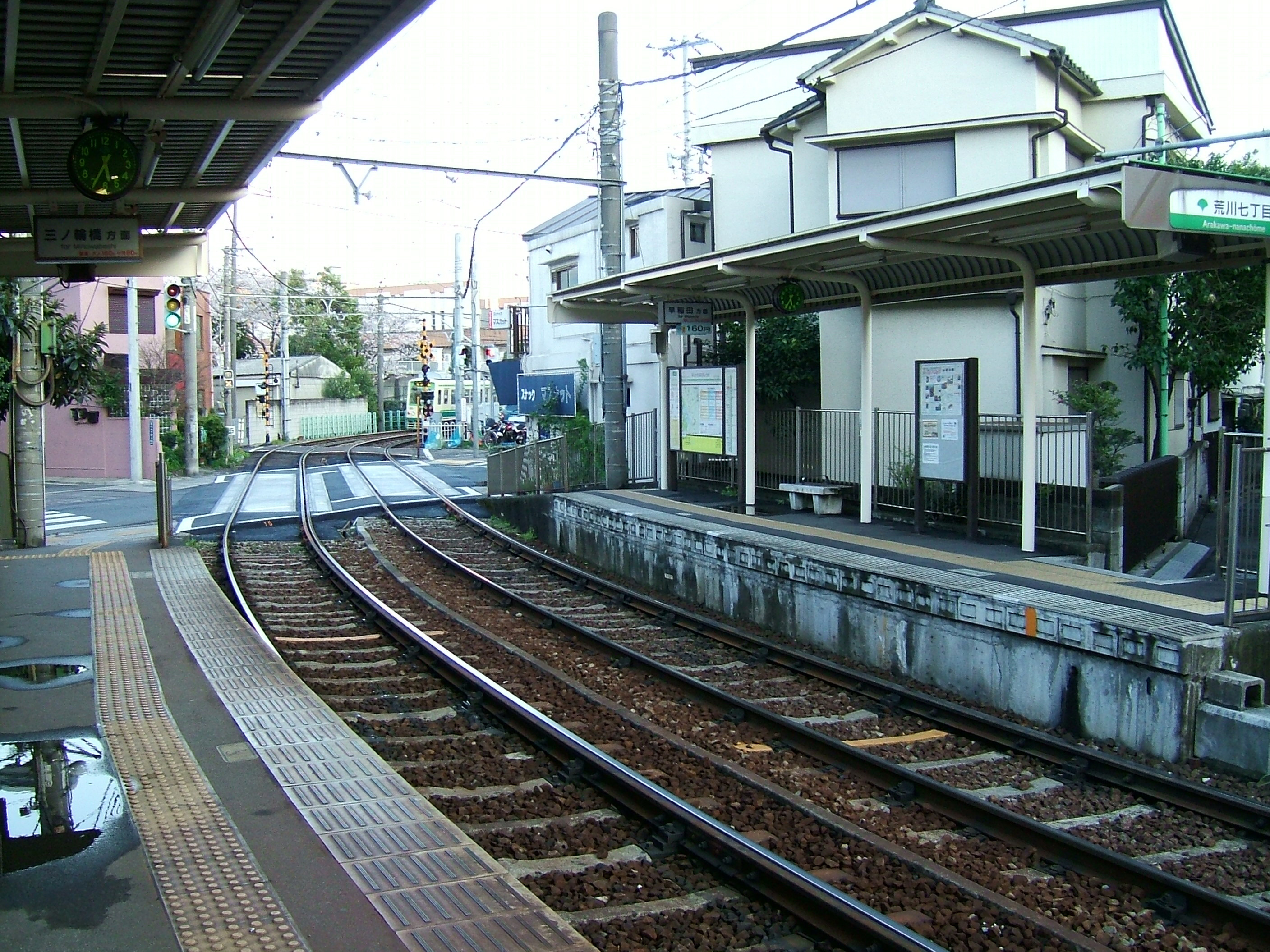
도쿄도 교통국 노면전차 아라카와선 아라카와 7초메역
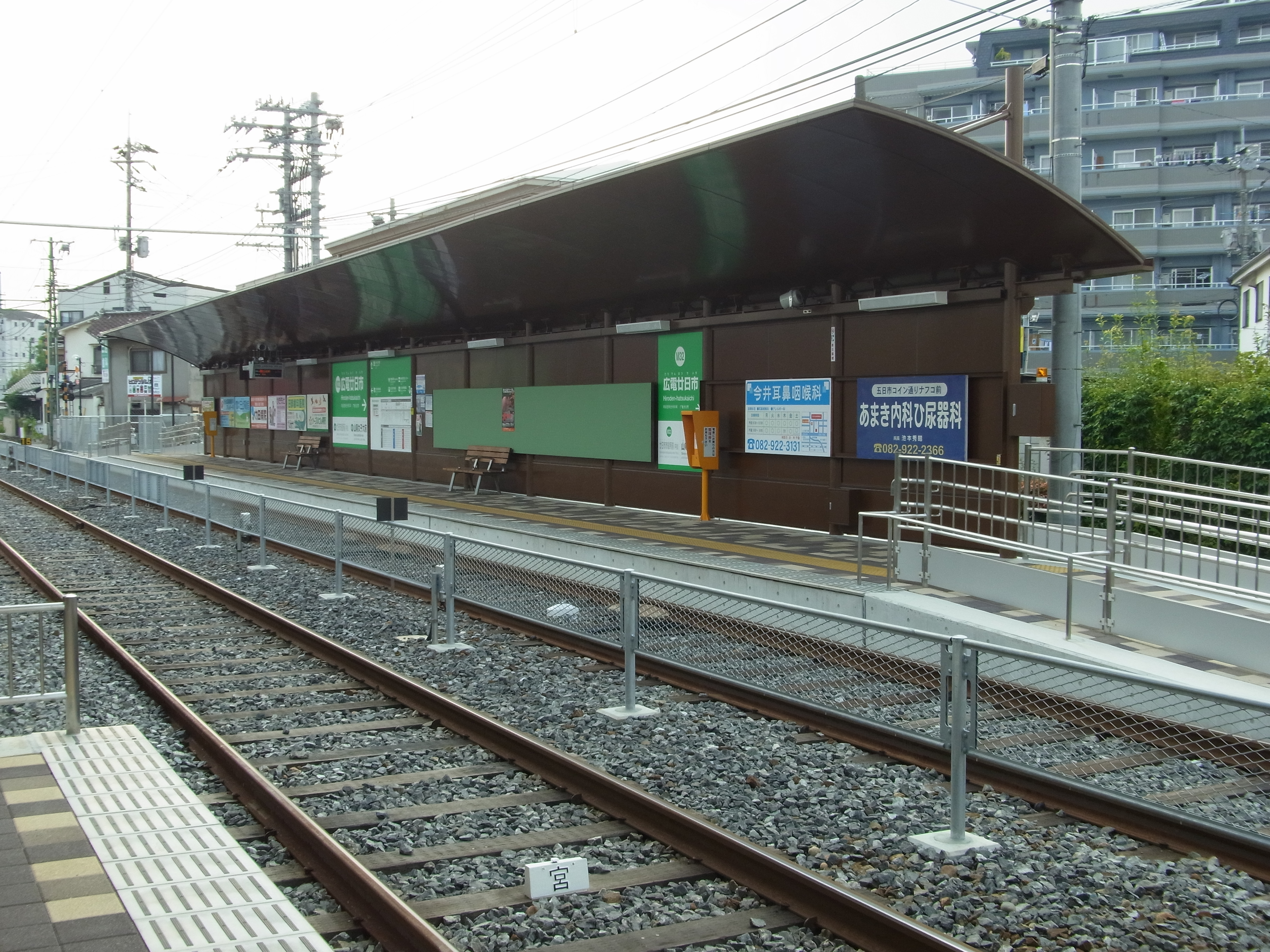
히로시마 전철 하쓰카이치역
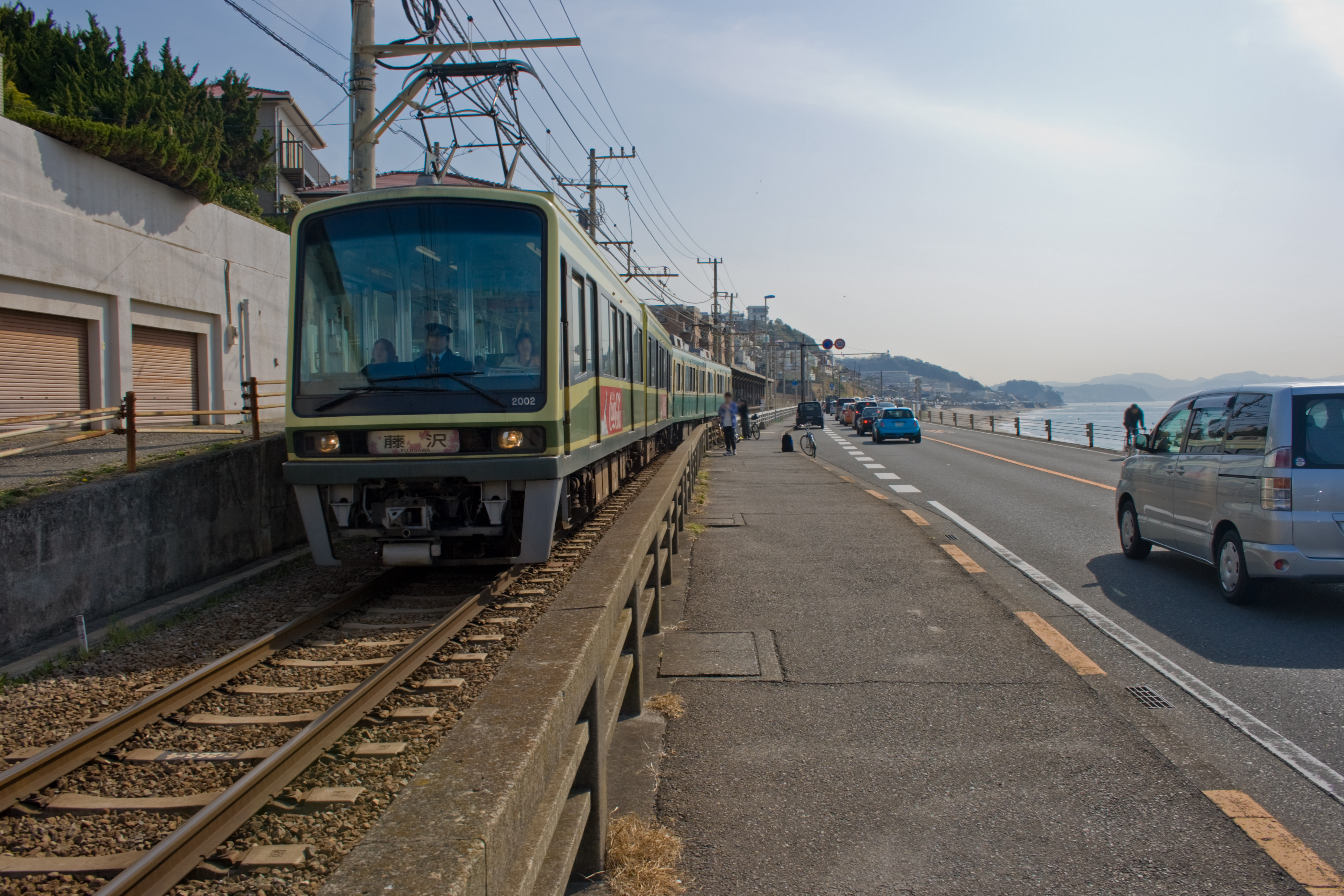
에노시마 전철 가마쿠라 고교앞역

### 병용 궤도

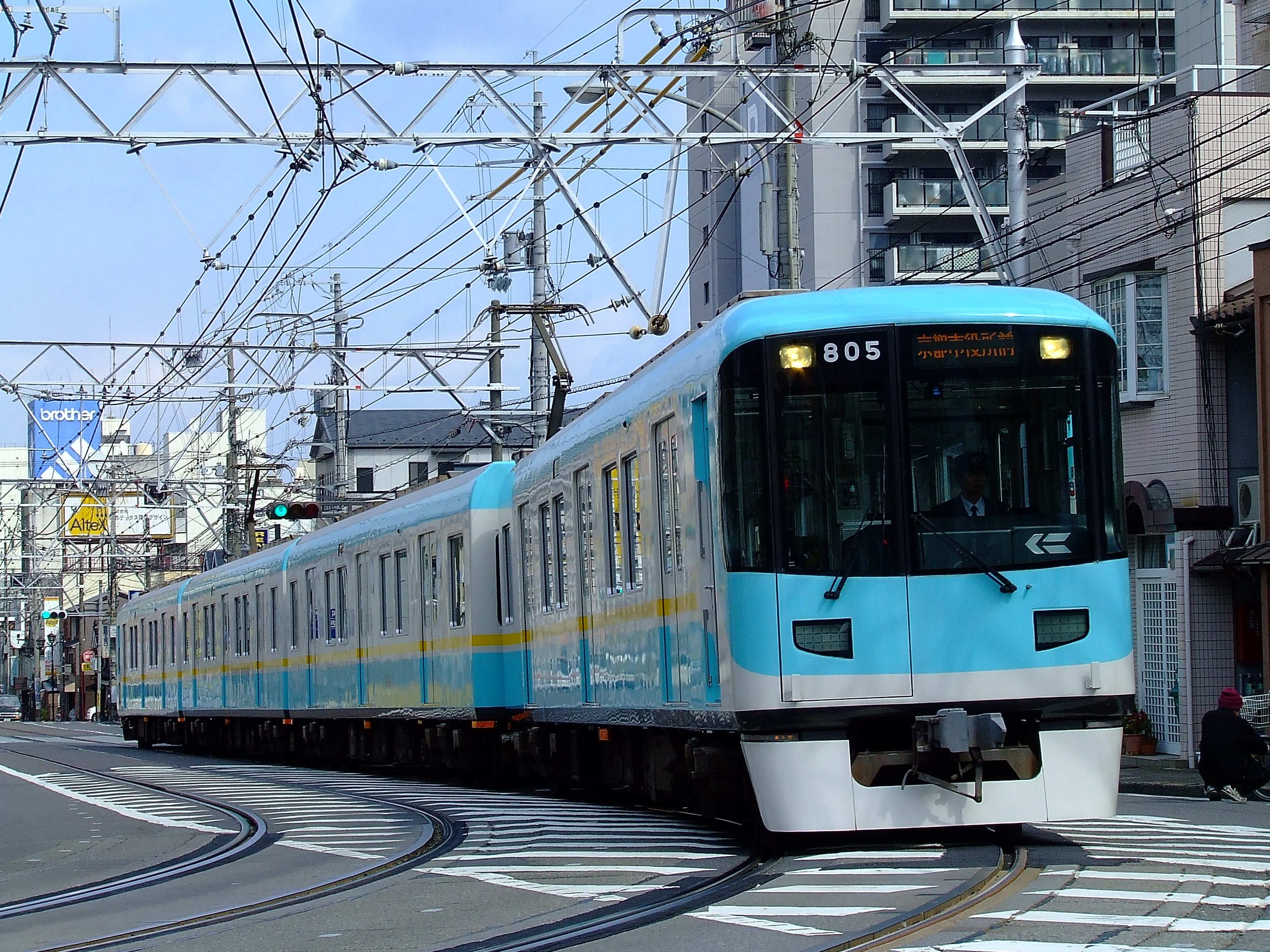
일본 게이한 전기 철도의 병용궤도
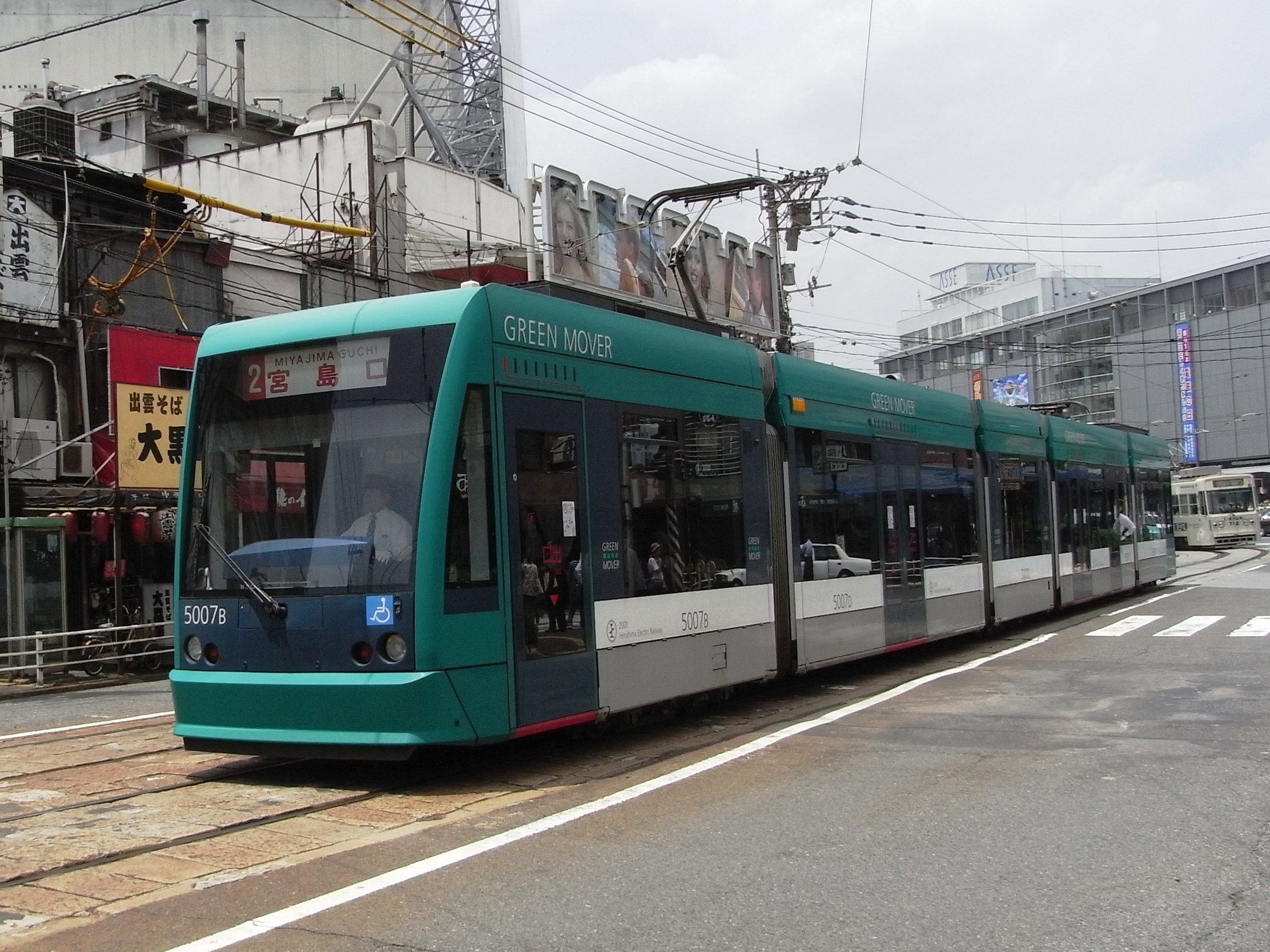
일본 히로시마 전철의 병용궤도
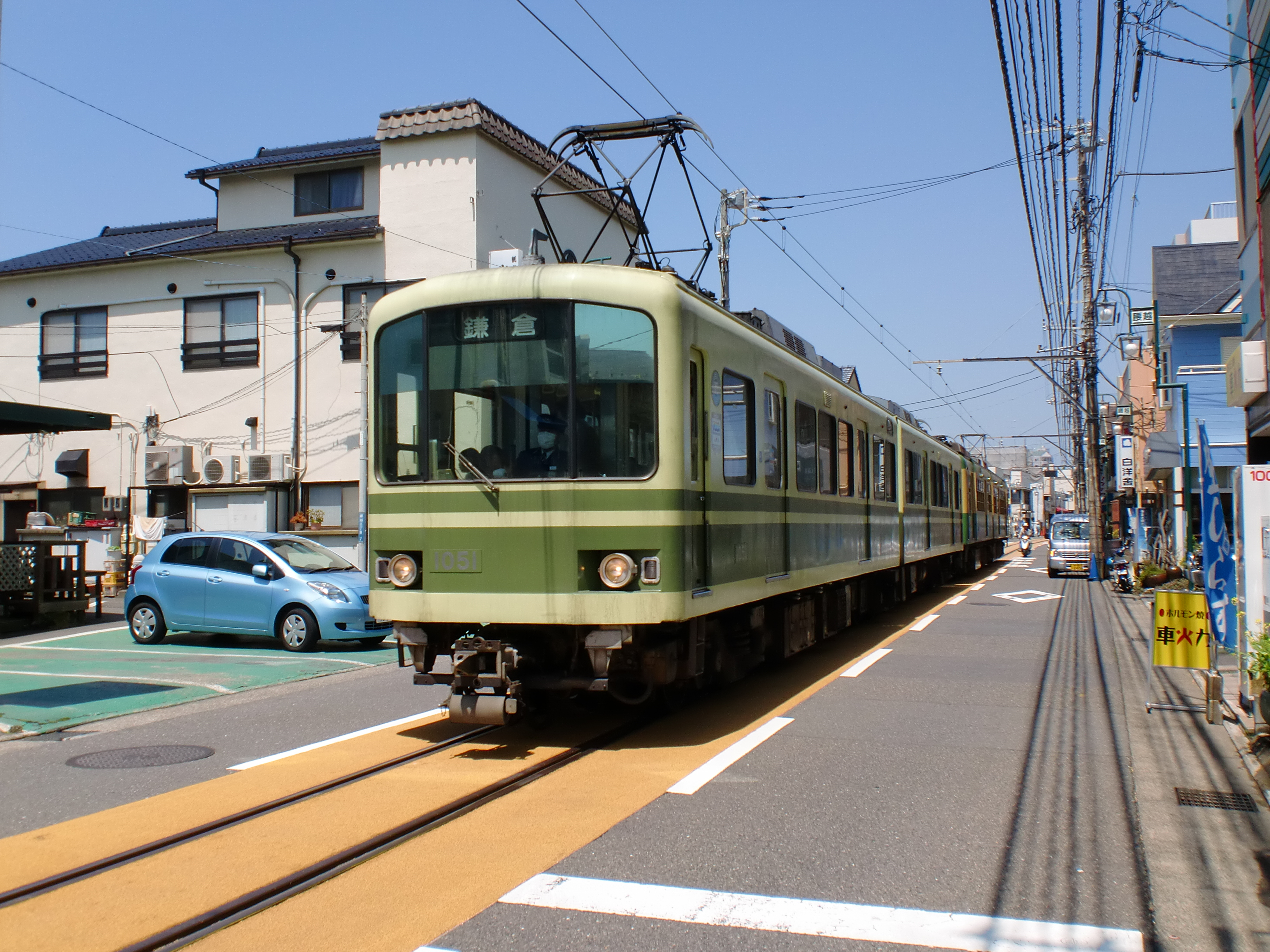
일본 에노시마 전철의 병용궤도

## 같이 보기
- 병용 궤도
- 노면전차
- 철도
- 도로